# 小巴士TAYO

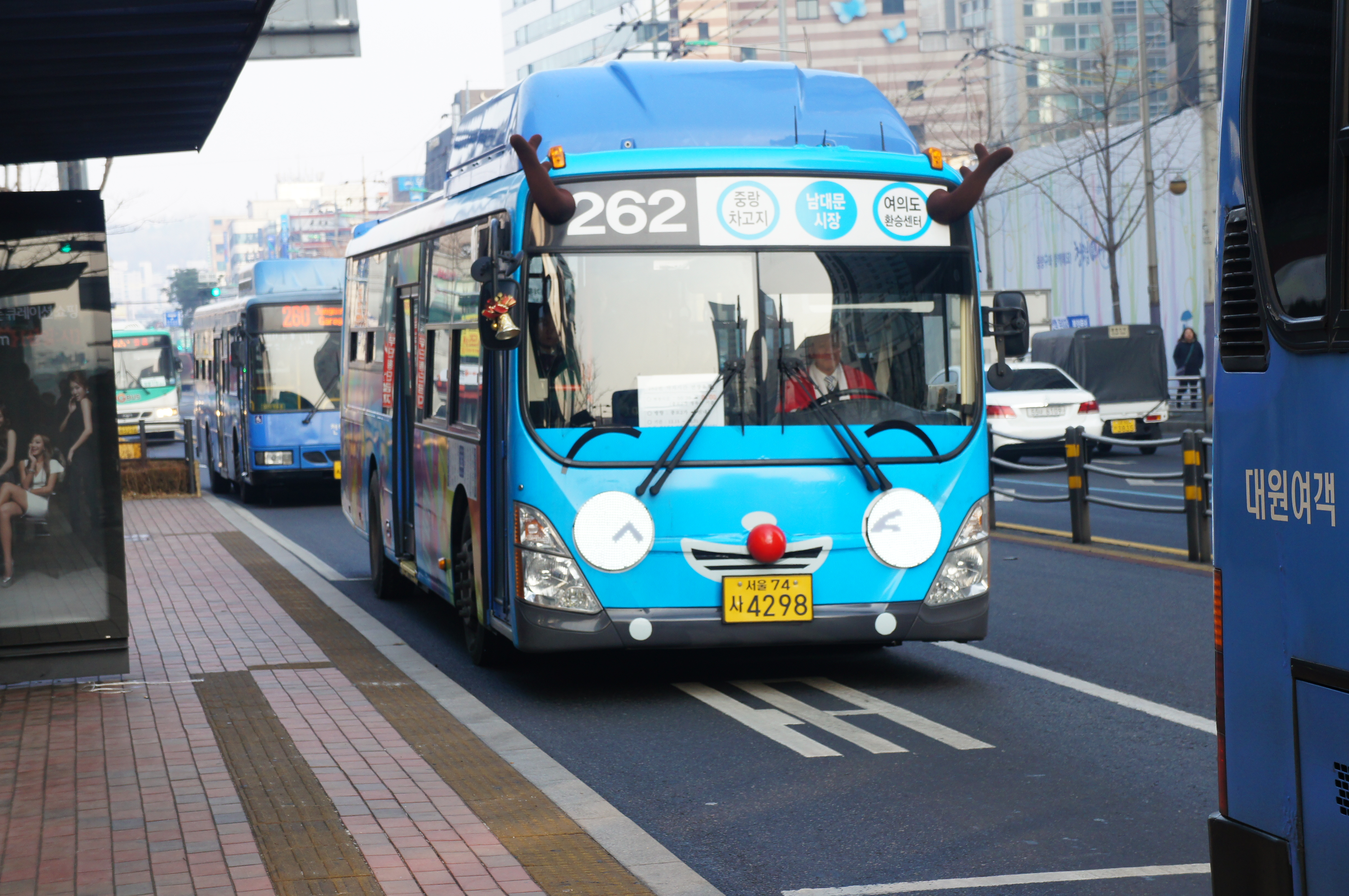
首爾的TAYO卡通主題公車

《小巴士TAYO》（： Kkoma-beoseu Tayo）是一部2010年韓國3D兒童電視動畫片，由Iconix Entertainment、韓國教育廣播公社（EBS）和首爾市政府共同製作。這部作品是由時任首爾市長的吳世勳協助下推動的，角色以首爾的巴士作為範本，2010年在EBS首播。曾獲得韓國內容獎第一名（Korean Contents Awards）與亞洲電視大獎最佳兒童節目（Asia Television Awards）。

## 劇情
劇情講述一台新上路的藍色小巴士TAYO，每天都在學習如何作為稱職的公共汽車。巴士們每天都會遇到不同的挑戰，TAYO和同伴們必須一起克服難關，並幫助需要的人。

## 主要角色
主要角色由四輛擬人化的巴士組成。除此之外，也有人類與其他各種交通工具登場。
- TAYO（타요/Tayo）

配音：韓國→文男叔，台灣→連婉鈞
藍色巴士，男性，路線號碼120。性格聰明、開朗、樂觀，有著強烈的責任感與好奇心。他是四輛巴士中體積和年紀排第三。 在第四季《誰是真正的 Tayo？》中，透露他睡夢中遇到了 Star Tayo (Tayo 邪惡的複製)。 Tayo 還在小火車迪迪寶系列中作為次要角色出現，並出現在第 1 季的劇集中：前往火車村、Genie 結交新朋友 以及 迪迪寶 和 Tayo。 在第 2 季，他出現在以下劇集中：長途旅行：第 1 部分、Fix and Lift 的音樂大戰、神奇的貨運列車 Loco、Oh Please，Genie、Diesel 和 小吉 以及 Genie 的新朋友。
- 小吉（로기/Rogi）

配音：韓國→嚴祥鉉，台灣→歐祖豪
綠色巴士，男性，路線號碼1000。性格自負、外向、活力充沛。經常與太友發生爭吵，但最後總是會和好。小吉也對偵探工作感興趣，這在偵探小吉 和 惡作劇電話瘋狂 等劇集中可以看出！ 。小吉出現在小火車迪迪寶的第二季劇集中：Oh Please, Genie, Diesel 和 小吉 以及 Genie 的新朋友。
- 妮妮（라니/Lani）

配音：韓國→恩英善，台灣→張恆安 (第1季-第4季)，徐瑀甄 (第5季-)
黃色巴士，女性，路線號碼02。性格善良、溫柔，但比較膽小。她是四輛巴士中體型最小和最年輕的，通常被認為是這組巴士中最可愛的一位。她對爭論幾乎沒有容忍度，她經常充當Tayo和小吉之間的調解人。妮妮出現在小火車迪迪寶的第二季劇集中: Fix and Lift 的音樂大戰、Welcome、Jenny 和 Oh Please, Genie。
- 瑞瑞（가니/Gani）

配音：韓國→鄭善惠，台灣→劉如蘋
紅色巴士，男性，路線號碼1339。性格勤勞、熱心，但比較內向，他年紀在四輛主要巴士中最大，行為也是團隊中最成熟的。瑞瑞出現在小火車迪迪寶的第二季劇集中：Oh Please, Genie 和 Diesel and the Baby Cars。
- 比特 (피넛/Peanut)

白色和綠松石色巴士，男性，路線號碼03。是環保城市和旅遊巴士，溫潤而醇厚。 由於他頂部的形狀就像花生，所以他得了這個名字。 他有時會引起惡作劇，但他是一輛非常友善的巴士。 他在第 4 季與城市電車米兒一起被介紹。
- 米兒 (트램/Trammy)

城市紫色有軌電車，路線號碼270，與比特一起在第 4 季推出。
- 石凱 (시카이/Sky)

米兒的控制中心和車庫，他位於靠近水庫的山頂上，可通過電車和巴士到達。
- 強哥（씨투/Citu）

配音：韓國→愼鏞友，台灣→陳彥鈞
一台雙層遊覽車，男性。巴士們的導師，負責教導與照顧年輕的巴士們。他經常責備 Tayo 和小吉在車庫裡開得太快。 然而，在第二季劇集“強哥的秘密”中，透露他自己也有過熱鬧的過去。 他的一位老導師布巴出現在這一集中。
- 哈娜（하나/Hana）

配音：韓國→崔哈娜，台灣→劉如蘋
人類，是一位開朗善良的女機械師，負責照顧及維修小巴士。她出現在小火車迪迪寶的第二季劇集中：Fix and Lift 的音樂大戰 和 給 Teo 的禮物。
- 小愛 (하트/Heart)

哈娜親切的粉色幫手車。 此前，棕色是她在第三季“新朋友，小愛”中的顏色。菲菲對她有點迷戀。小愛出現在小火車迪迪寶的第二季劇集中：給Teo的禮物。

## 劇場版
劇場版《TAYO大電影王牌出任務》於2016年1月21日在韓國上映。

## 首爾TAYO主題公車
2014年3月26日起，首爾为迎接即将到来的『韩国交通日』，首尔市政府在四条公交线路推出“TAYO卡通巴士”，卡通巴士原计划运营至4月底，应大量市民要求，首尔市政府将巴士的运营时间延长，并将原有的四辆巴士增加到100辆。卡通公交车的肖像权由《小巴士TAYO》的制作方Iconix和首尔市政府共同持有，已经有京畿道、城南、始兴、光州、大邱、仁川、济州等地的自治团体递交申请使用其版权，卡通公交车将有望覆盖到韩国全境。

## 外部連結
- 官方网站
- 小巴士TAYO （页面存档备份，存于） 於 EBS網頁